# Сканави, Владимир Маркович
Владимир Маркович Сканави (1941—2021) — профессор (с 2001) Московской государственной консерватории имени П. И. Чайковского, кафедра камерного ансамбля и квартета. Заслуженный артист РФ (1999).

## Биография
Родился  1 января 1941 года в Москве. В 1961 году с отличием окончил фортепианное отделение Музыкального училища при Московской консерватории, в 1966 году с отличием окончил фортепианный факультет Московской консерватории. Ученик Я. И. Мильштейна (фортепиано), К. Х. Аджемова (камерный ансамбль). В 1969 году окончил ассистентурк-стажировку при Московской консерватории.
Особое место в творческой биографии В. Сканави занимало многолетнее сотрудничество с выдающимся скрипачом О. Каганом.
Российская и зарубежная музыкальная критика всегда отмечала высочайшую культуру В. Сканави-ансамблиста, абсолютное чувство стиля, пианистическое мастерство, безупречный вкус и строгость исполнительской манеры.
С 1991 г по 2021 гг. преподавал на кафедре камерного ансамбля и квартета Московской консерватории (с 2001 г. — профессор).
Умер 25 июля 2021 года.

## Личная жизнь
- Жена —— советский и российский кинокритик и киновед Нина Александровна Зархи (1946—2017)
- Дочь —— пианистка, лауреат международных конкурсов Екатерина Сканави (род. 1971)